# Рамп-Тітті-Тітті-Там-ТА-Ті
«Рамп-Тітті-Тітті-Там-ТА-Ті» (англ. Rump-Titty-Titty-Tum-TAH-Tee) — містичне оповідання Фріца Лайбера, вперше опубліковане в травні 1958 року журналом «Weird Tales».
Оповідання номінувалося на премію «Г'юго» 1959 року.

## Сюжет
Одного разу в майстерні художника-модерніста Саймона Грю зібрались його друзі-інтелектуали, щоб подивитись на створення нової картини.
Один з них, джазовий барабанщик Теллі Вашингтон, серед далеких предків якого був чаклун з Дагомеї пробарабанив ритм «Рамп-Тітті-Тітті-Там-ТА-Ті», що дало імпульс для створення картини із 6 плям фарби різного розміру.
Друзі одразу ж зробили фото цих плям і використали у своїй професійній діяльності, що принесло їм несподіваний шалений успіх.
Вони збурили багато галузей: музику, психіатрію, моду і навіть наркомафію.
Але далі справи повернулись на гірше: цей символ, у візуальній чи аудіо формі, викликав звикання і агресію у людей.
Друзям довелось терміново шукати символ, що нейтралізує його. Який при розміщенні поряд з оригінальним, повністю нейтралізував увагу людей до нього.
Це зрештою коштувало їм усім невдач у професійній діяльності.